# Rogier van der Weyden

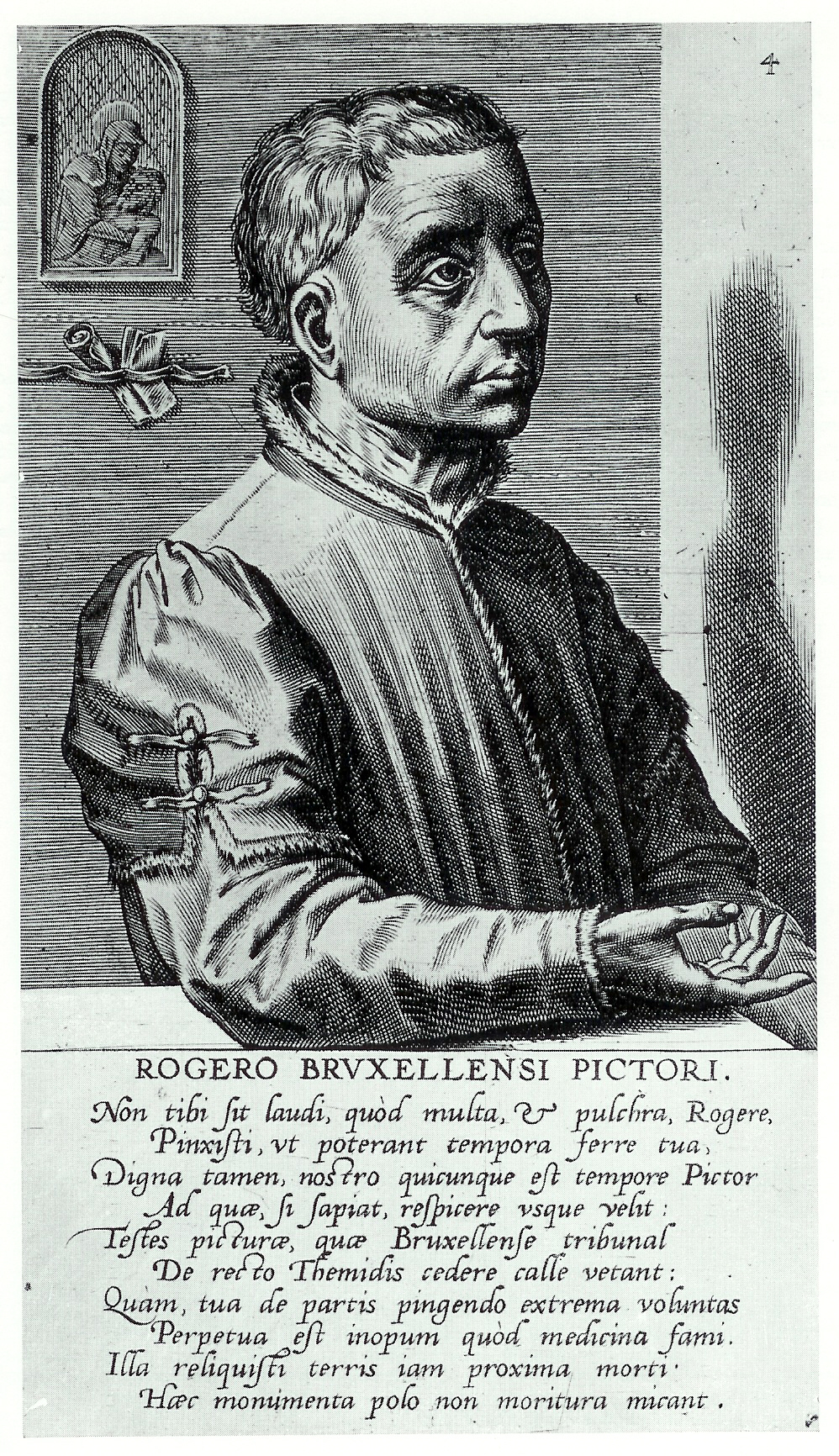
Rogier van der Weyden (Rogero Bruxelensis), grabado de Cornelis Cort para la obra de Dominicus Lampsonius: Pictorum Aliquot Celebrium Germaniae Inferioris Effigies, Amberes, Hieronymus Cock, 1572.

Rogier van der Weyden, también conocido como Rogier de la Pasture (Tournai, hacia 1399/1400-Bruselas, 18 de junio de 1464), fue un pintor primitivo flamenco, nombrado en 1435 pintor de la ciudad de Bruselas. Aunque gozó de considerable prestigio en vida y fue uno de los más influyentes artistas de su tiempo, no se conocen pinturas firmadas ni existe documentación precisa sobre contratos o recibos de pago que permitan asignarle con entera certeza ninguna obra. Las atribuciones se han hecho tomando como punto de partida tres tablas relacionadas de antiguo con Van der Weyden y de las que se puede seguir el rastro hasta los siglos XV o XVI: el Tríptico de Miraflores, el Descendimiento del Museo del Prado y el Calvario del monasterio de El Escorial. 
Entre las obras atribuidas, junto con pinturas religiosas y de devoción, a menudo formando trípticos que en algún caso alcanzan grandes dimensiones, se encuentran retratos de personajes de la corte de Borgoña, que con frecuencia se presentan también como retratos de devoción en forma de dípticos, y una miniatura, la que sirve de frontispicio de las Chroniques de Hainaut de Jean Wauquelin, cercana a algunos pequeños trabajos sobre tabla como la Virgen entronizada del Museo Thyssen-Bornemisza o el San Jorge y el dragón de la National Gallery of Art de Washington D. C. Además, pudo proporcionar los dibujos empleados en la ejecución de retablos esculpidos en madera, como el de la iglesia de la Asunción de Laredo (Cantabria), o en bordados y tapices como el de la historia de Jefté.
Capaz de crear apariencia de vida gracias a la extraordinaria minuciosidad con que aborda los detalles menudos, como las lágrimas que escurren por las mejillas, los bordados de un tejido o la sombra de las barbas mal afeitadas, Van der Weyden rompe en su pintura con los límites entre lo real y lo esculpido al situar a sus figuras en espacios con frecuencia inverosímiles o irreales, con escalas contrarias a la lógica y, sin embargo, intensamente emotivas y de gran fuerza estética por la armonía de sus composiciones.

## Biografía
Nacido hacia 1399 en Tournai, ciudad francesa en tierras de los duques de Borgoña, fue hijo de un próspero cuchillero, Henri de la Pasture, y de demoiselle Agnès de Watrelos, de una clase social posiblemente más elevada que la de su esposo. Cuando se puso en venta la vivienda familiar, a la muerte de su padre, ocurrida a finales de 1425 o en los primeros meses de 1426, no se cita al pintor, posiblemente ausente de Tournai. En 1427 o poco antes contrajo matrimonio con Elisabeth (o Ysabiel) Goffaert, hija de un zapatero de Bruselas y unos cinco años menor, con quien tuvo al menos cuatro hijos: Cornelis (Cornille) y Margaretha (Marguerite), mencionados en un documento de octubre de 1435, en el que también se indicaba que Rogier van der Weyden, de 35 años de edad, tenía fijada su residencia en Bruselas, y Pieter y Jan, nacidos entre 1437 y 1450.

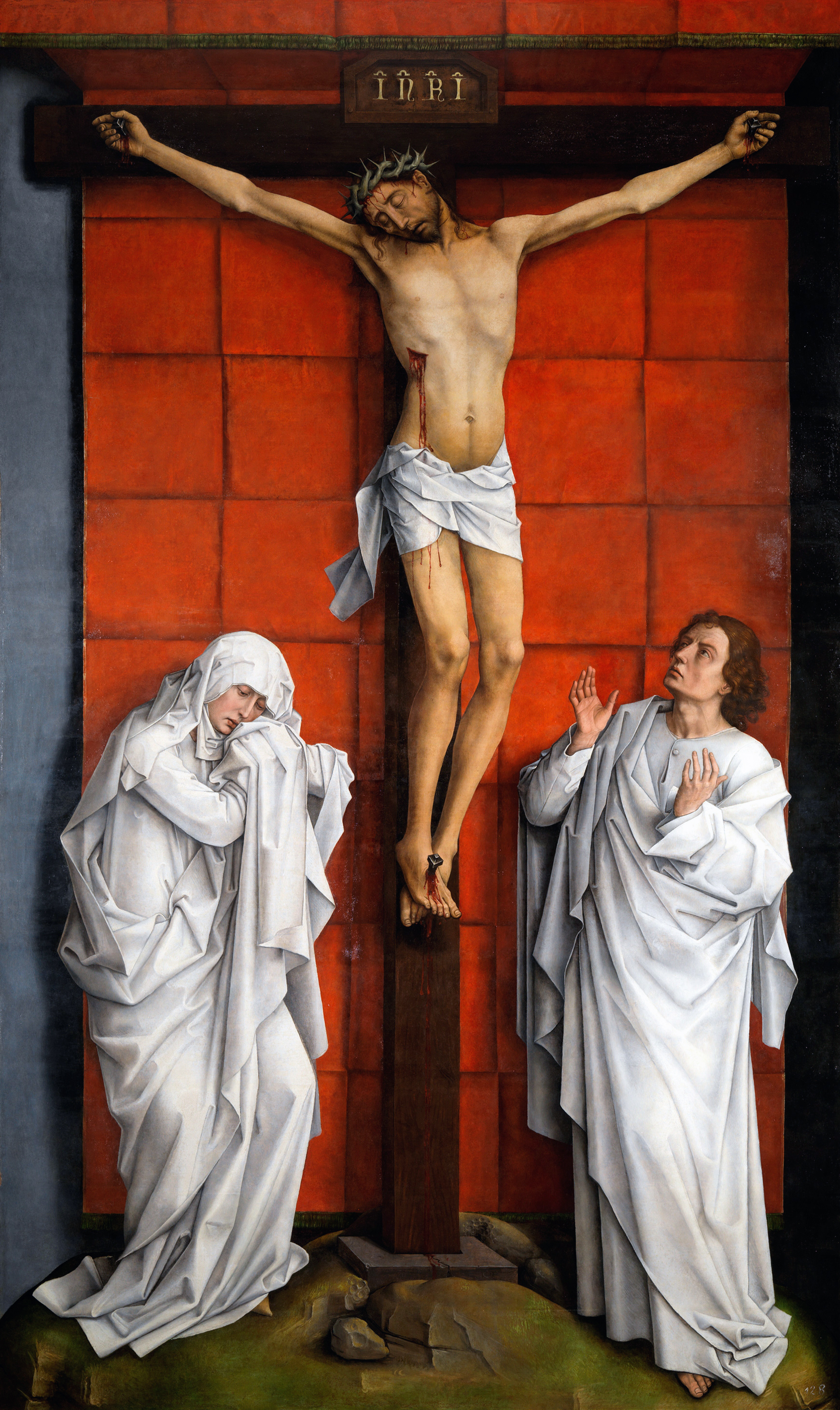
Calvario, óleo sobre tabla, 343 x 193 cm, Monasterio de El Escorial. Comprado por Felipe II a la cartuja de Scheut, próxima a Anderlecht, se instaló provisionalmente en al palacio de Valsaín. En 1574 se describe en el inventario de la primera entrega de obras artísticas al monasterio: «Una tabla grande en que está pintado Christo nuestro Señor en la Cruz, con Nuestra Señora y Sant Juan, de mano de masse Rugier».

El 2 de mayo de 1436 fue nombrado pintor de la ciudad de Bruselas, en la que residió ya hasta su muerte, probablemente sin otra interrupción que un viaje a Roma en 1450 con motivo del Año Santo proclamado por el papa Nicolás V. De 1455 a 1457 se encargó por decisión municipal de la administración colegiada del hospital del beguinado, el Begijnhof van de Wijnaard, y de su fundación para la atención de los pobres, la institución religiosa y económica más importante de Bruselas. Convertido en un ciudadano rico y honrado, admitido con su esposa en la cofradía de Sint-Jacob-op-den-Coudenberg, a la que pertenecía la élite local y el propio duque, Felipe el Bueno, a su muerte fue enterrado en la catedral de San Miguel y Santa Gúdula, en la capilla de Santa Catalina, a la que había regalado una tabula y pagado el policromado de una escultura en piedra de la santa. Lampsonius, seguido por Karel van Mander, en el epigrama al pie de la efigie del pintor grabado por Cornelis Cort, elogió sus «obras admirables en tiempos más atrasados que el nuestro», pero también sus riquezas y su generosidad con los necesitados, «el recuerdo de tus últimas voluntades; esas riquezas amasadas por tu pincel dedicadas al consuelo de los necesitados».
Heredó el taller el tercero de sus hijos, Pieter, de quien no se conserva ninguna obra que se le pueda atribuir con seguridad, aunque alguna vez se le ha identificado con el llamado Maestro de la Leyenda de Santa Catalina. El hijo mayor, Cornelis, tras estudiar artes en la Universidad de Lovaina, ingresó en 1449 en la cartuja de Herne a la que Rogier donó una pintura de Santa Catalina. Posiblemente también por esta causa donó a la cartuja de Scheut, fundada en 1454, el Gran Calvario más tarde comprado a los monjes por Felipe II y conservado ahora en el Monasterio de El Escorial, donde ingresó en 1574. De los dos hijos restantes se sabe que Margaretha falleció en 1450 y que Jan, el menor se dedicó a la orfebrería.

### Formación

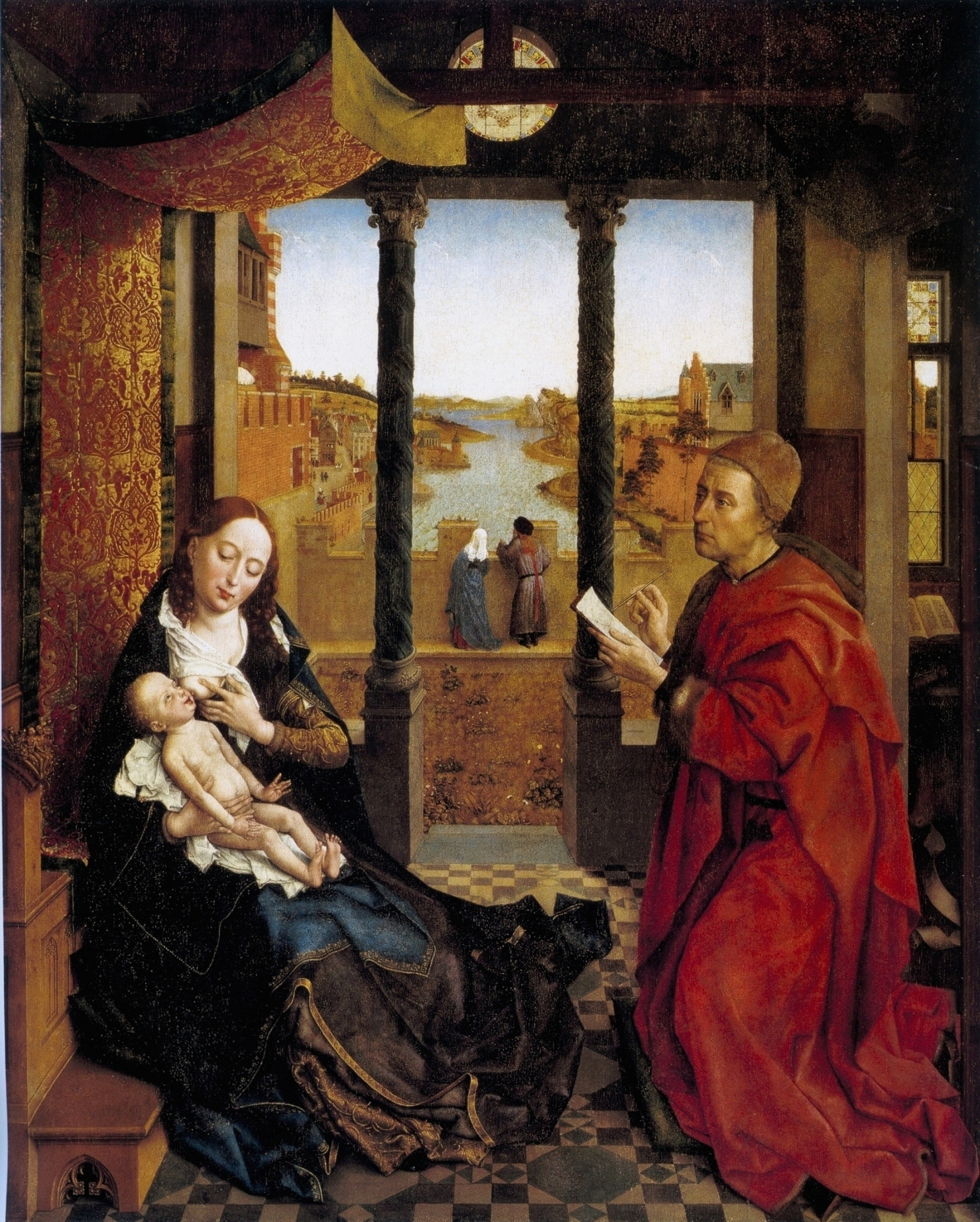
San Lucas dibujando a la Virgen, óleo sobre tabla, 137 x 110 cm, Boston, Museum of Fine Arts. Pintada hacia 1440, la composición muestra claras influencias de la Virgen del canciller Rolin de Jan van Eyck de quien, según escribía en 1456 Bartolomeo Facio, habría sido discípulo Van der Weyden, aunque ningún documento lo confirme.

Nada se sabe con certeza de la formación del joven Rogier van der Weyden. A los daños sufridos por los archivos de Tournai durante la Segunda Guerra Mundial se ha de agregar que hasta noviembre de 1423 los gremios no estuvieron obligados a llevar un libro de registro de maestros y aprendices, por lo que no se dispone de documentación referida a la primera formación del pintor, que hubo de tener lugar antes de esa fecha. Se presume que pudiera haber entrado hacia 1410 en el taller de Robert Campin, establecido en 1406 en Tournai, donde en 1410 adquirió la ciudadanía. Es probable que en esta etapa de aprendizaje siguiese el mismo camino que Jacques Daret, pintor un poco más joven, al que aparece unido por razones estilísticas e iconográficas, y que figura como aprendiz de Campin en 1415 y residiendo con el maestro desde 1418. Consta que el 17 de noviembre de 1426 la ciudad de Tournai ofreció cuatro jarras de vino a un «maistre Rogier de le Pasture». La noticia ha planteado problemas de interpretación, pues solo unos meses después, el 5 de marzo de 1427, según los registros del gremio de pintores, un «Rogelet de le Pasture», nacido en Tournai, se registró como aprendiz en el taller de Robert Campin, con el que permaneció hasta el primero de agosto de 1432, cuando obtuvo el título de maestro pintor. Dada la avanzada edad que tendría el aprendiz en el momento de comenzar su aprendizaje, en contraste con el empleo del diminutivo para referirse a él en el documento de registro, y el hecho de que fuese un hombre ya casado, contrariamente a la costumbre de la época de iniciar el aprendizaje a edad temprana, llevó en el pasado a suponer que los documentos pudieran referirse a un pintor homónimo. En sentido contrario se aduce que en Tournai el término «apprenti» con el que se le designaba correspondía a la última etapa de la formación de un pintor, antes de poder establecerse libremente. Tal sería el caso también de Jacques Daret, registrado el 12 de abril de 1427 como aprendiz de Campin, aunque llevaba con él más de diez años. El título de «maistre» con el que lo mencionaba la ciudad en 1426, junto con el ofrecimiento de unas jarras de vino, se explicaría en tal caso como homenaje por la obtención del grado de maestro en artes por alguna universidad, de lo que ningún rastro documental queda, o con mayor probabilidad como un reconocimiento honorífico por parte de la ciudad en el momento de su boda, aunque no se hubiese instalado aún como maestro independiente. Todo indica que Rogier se había trasladado a Bruselas con anterioridad a 1423, cuando en Tournai comenzó el gremio a registrar a sus oficiales. Hacia 1426 contrajo matrimonio en Bruselas y ese mismo año o el siguiente retornó a Tournai para ocuparse de sus asuntos familiares, debiendo en ese momento de registrase por segunda vez como discípulo de Campin a fin de poder trabajar en la ciudad, que vivía momentos turbulentos.

### Maestro independiente
En 1429 Robert Campin, que había formado parte del gobierno municipal y desempeñado el cargo de decano del gremio de San Lucas, comenzó a tener problemas con la justicia por su participación en el levantamiento urbano de 1423 contra el poder aristocrático, por lo que fue condenado a peregrinar a la abadía de Saint-Gilles y al pago de una multa, además de prohibírsele el ejercicio de cargos públicos. Tres años después fue nuevamente llevado ante los jueces, acusado en esta ocasión de adulterio y condenado el 29 de julio de 1432 a un año de destierro, levantado algunos meses después por mediación de Margarita de Borgoña, duquesa de Henao. Solo tres días después de esta sentencia, el 1 de agosto, se fecha el documento por el que se reconoce a Rogier van der Weyden como maestro independiente. No se encuentran nuevas noticias documentales de Van der Weyden en los archivos de Tournai hasta octubre de 1435, cuando se le menciona en un documento como residente ya en Bruselas. Si el Descendimiento del Museo del Prado, encargado por el gremio de los ballesteros de Lovaina, fue pintado en torno a 1435 como se cree, podría haber pasado algún tiempo en esta ciudad antes de llegar a Bruselas. Para otros estudiosos, sin embargo, no se podría descartar que hubiese permanecido todos estos años en Tournai, donde posiblemente por encargo del banquero piamontés Oberto de Villa habría pintado el primero de sus trípticos conservados —aunque desmembrado— con la Anunciación en su tabla central (Museo del Louvre), en la que se aprecia con rotundidad la influencia de Jan van Eyck. El traslado definitivo a Bruselas podría, no obstante, no haber significado el cierre del taller de Tournai, a cuyo frente pudo quedar su sobrino Louis le Duc, también pintor.

### Pintor de la ciudad de Bruselas

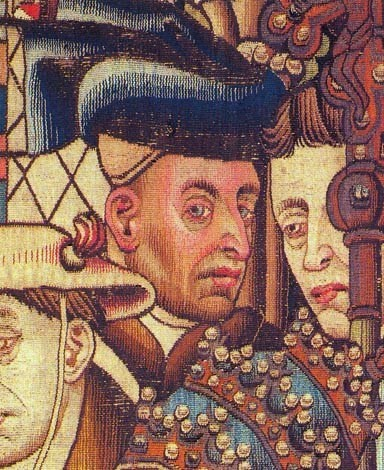
Posible autorretrato de Van der Weyden, detalle del tapiz de las justicias de Trajano y Herkenbald, Berna, Musée d'histoire de Berne.

La primera mención a Rogier van der Weyden como pintor de la ciudad de Bruselas se fecha el 2 de mayo de 1436. Se trataba de un cargo creado para él, con funciones propias y distintas de las más propiamente artesanales que asumían ordinariamente los pintores oficiales de las ciudades, encargados de organizar el «omegang» o procesión anual. Poco antes, en 1430, la ciudad había sido elegida por Felipe el Bueno como su lugar de residencia, lo que la convertía en la práctica en capital del ducado de Brabante en detrimento de Lovaina. El cargo de pintor de la ciudad otorgado a Van der Weyden, con la previsión de que había de extinguirse a su muerte, se relaciona con las necesidades derivadas de esa elección y con los trabajos de ampliación y embellecimiento del nuevo edificio comunal, para el que proporcionó los dibujos para los relieves de los capiteles de la arquería del ala oeste, de los que se conserva un dibujo de unos Hombres apilando sillas, obra del taller, en el Metropolitan Museum of Art. El encargo principal, en el que estuvo ocupado diez años, fue el de un monumental ciclo de cuatro pinturas sobre tabla con el tema común de la Justicia, con objeto de servir de «exemplum» a los magistrados de la ciudad en sus tareas de gobierno. Destinados al Salón Dorado o «Gulden Kamer» del Ayuntamiento de Bruselas, los cuatro paneles, divididos en dos escenas cada uno, mostraban en dos de ellos la justicia de Trajano y el reconocimiento de su equidad por el papa Gregorio I según el relato de la Leyenda dorada, y la Justicia de Herkenbald, o Herkinbald, legendario magistrado de Bruselas en los dos restantes. En ellos Van der Weyden mostraba cómo Herkenbald, hallándose gravemente enfermo, tuvo conocimiento de que un sobrino suyo había cometido una violación y, sin abandonar el lecho donde agonizaba, le dio muerte. Por último se veía a Herkenbald recibiendo milagrosamente la comunión a pesar de no haberse arrepentido de su acción y de que el obispo le hubiese negado el sacramento. Van der Weyden trabajó en los paneles entre 1439 y 1450 y posiblemente se autorretrató como testigo de los hechos, según se desprende de un comentario del cardenal Nicolás de Cusa que visitó Bruselas en 1451 y lo elogió como el más grande de los pintores. El retrato, según Cusa, seguía con la mirada al espectador que pasaba delante de él, lo que utilizaba para significar la mirada de Dios, que todo lo ve. Numerosos testimonios literarios y un tapiz conservado en el Museo Histórico de Berna —pálido reflejo de las tablas originales— dan prueba del inmediato éxito que obtuvieron estas pinturas, destruidas en el bombardeo de Bruselas por las tropas francesas de Luis XIV en 1695.

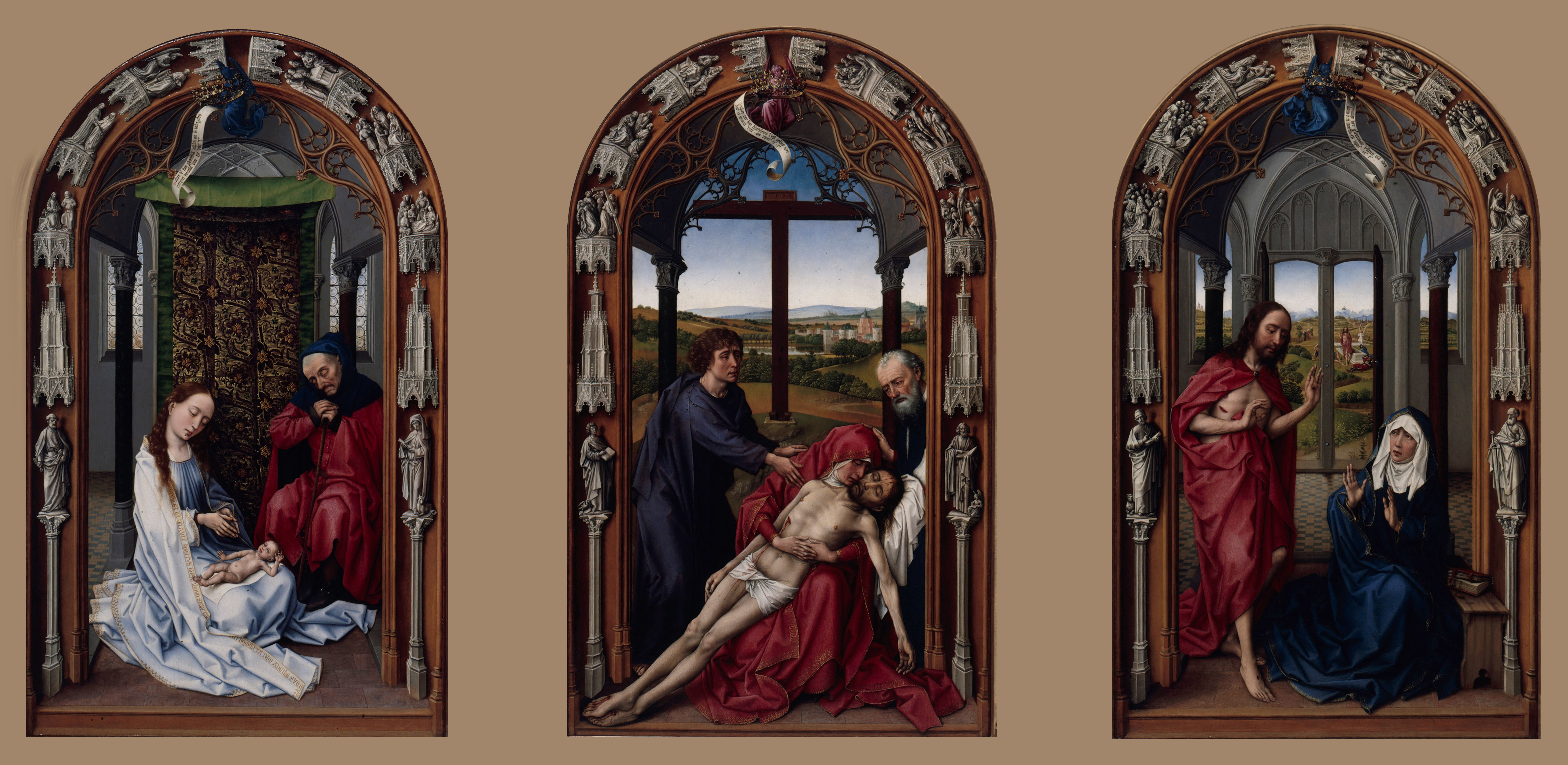
Altar de Nuestra Señora o Tríptico de Miraflores, donado por el rey Juan II de Castilla en 1445 a la Cartuja de Miraflores, de donde fue robado por el general Jean Barthélemy Darmagnac durante la invasión napoleónica. Óleo sobre tabla, 71 x 43 cm cada panel, Berlín, Gemäldegalerie.

La donación que en 1445 hizo el rey Juan II de Castilla del Tríptico de Miraflores o Altar de Nuestra Señora (Berlín, Gemäldegalerie) a la Cartuja de Miraflores, que él mismo había fundado recientemente, es prueba de la temprana expansión de su fama fuera también de las fronteras de su patria. El tríptico, supuestamente regalado por el papa Martín V al rey de Castilla, fue descrito con precisión por Antonio Ponz en el tomo XII de su Viage de España, editado en Madrid en 1788, en el que recogía la noticia de la donación tomada del libro Becerro del monasterio, donde de forma excepcional se encontraba mencionado el nombre del pintor: «Magistro Rogel, magno, & famoso Flandresco». Además, una copia de este tríptico, tenida en el pasado por la versión original de Van der Weyden y atribuida recientemente a Juan de Flandes, perteneció a Isabel la Católica, hija de Juan II, de cuya colección pasó a la Capilla Real de Granada, donde el tríptico fue desmembrado y se conservan, recortadas, las tablas de la Natividad y del Descendimiento, quedando en propiedad del Metropolitan Museum de Nueva York la Aparición de Cristo resucitado a su Madre. Prueba también del rápido reconocimiento y del éxito de sus iconografías son las numerosas versiones y copias existentes en España y otros lugares de la llamada Madonna Durán o Madonna en rojo del Museo del Prado, entre las que cabe recordar la que ocupa el ático del retablo de la capilla de don Álvaro de Luna de la catedral de Toledo, contratado en 1488 por la hija del condestable, María de Luna y Pimentel, o la copia también atribuida al Maestro de don Álvaro de Luna que conserva el Museo del Prado. De inferior calidad, pero interesante por saberse que fue pintada todavía en vida de Van der Weyden, es la ejecutada por Bernardo de Arás para el desaparecido, y solo conocido por fotografías, retablo de Pompién (Huesca), contratado en 1461 y concluido en 1463.
Un testimonio de la elevada estima que los monjes seguían teniendo por el tríptico donado por Juan II se encuentra en el diario de viaje de Lodewijck Huygens, hijo del célebre poeta neerlandés Constantijn Huygens, aunque él no llegase a apreciar su valor. El 22 de noviembre de 1660, tres días después de llegar a Burgos acompañando a la primera misión diplomática que las Provincias Unidas de los Países Bajos enviaban a España, visitó con los señores embajadores la Cartuja de Miraflores, que encontró bastante adornada, aunque, comentaba, «los cuadros no revistan gran importancia, por más que los hagan pasar por obras maestras». De las pinturas que les mostraron solo una despertó su atención: un retrato de Isabel la Católica, que juzgaba sin duda pintado del natural, y terminaba el repaso de la obras vistas anotando: «Nos mostraron otra obra con mucha ceremonia y alabanzas, pero a mí no me parecía gran cosa. Decían que había engalanado el altar del rey don Juan II, fundador del convento, que está enterrado en el lugar en un sepulcro de mármol blanco con gran cantidad de ornamentos escultóricos».

### Viaje a Italia

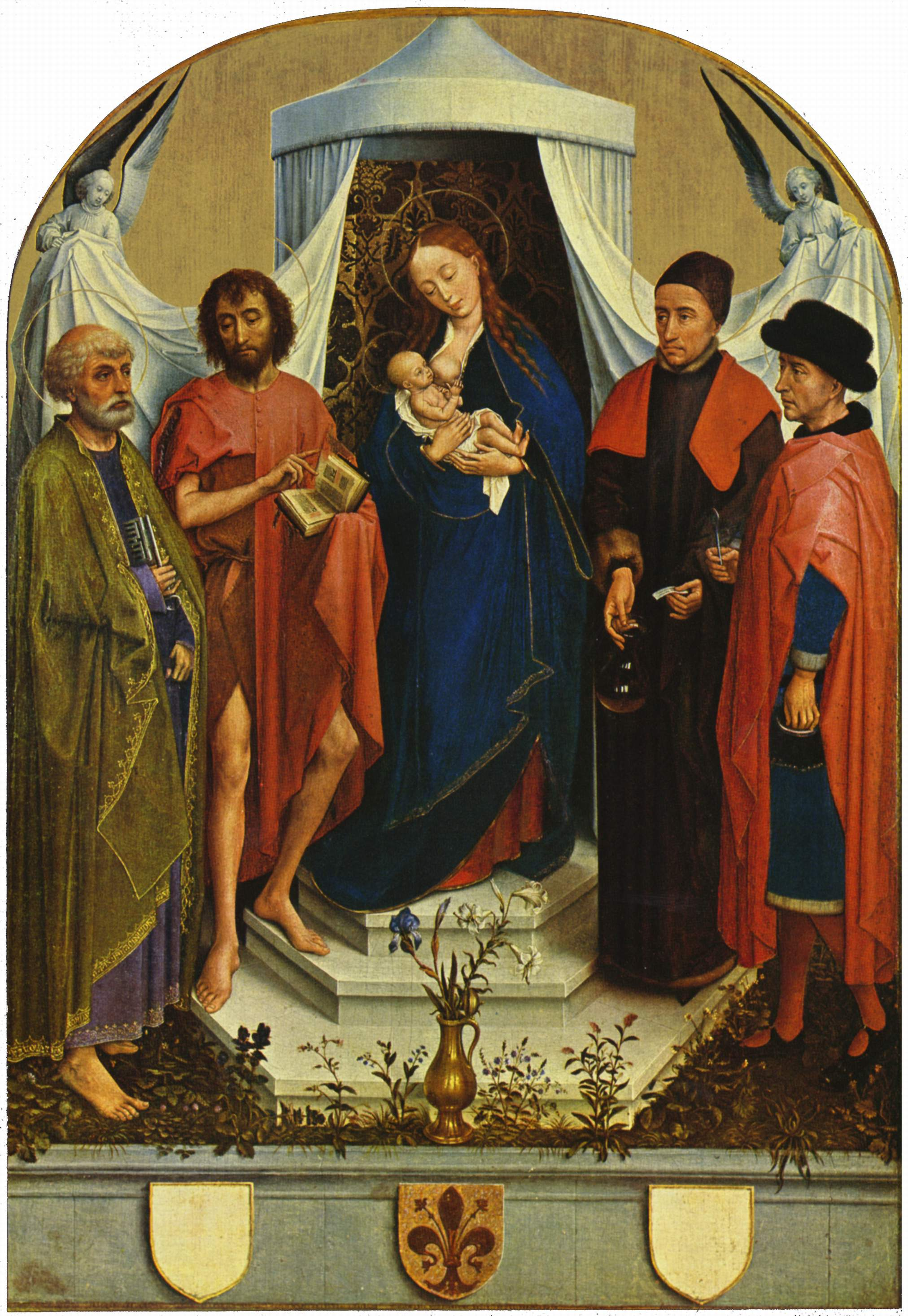
La Virgen con el Niño y santos Pedro, Juan el Bautista, Cosme y Damián (Madonna Médici), óleo sobre tabla, 53 x 38 cm, Fráncfort, Städelsches Museum.

Se cree que en 1450, el mismo año del fallecimiento de su hija Margaretha y no antes del mes de junio, cuando todavía se le documenta en Bruselas, viajó a Roma con motivo del Año Santo proclamado por el papa Nicolás V. El itinerario y la duración del viaje se desconocen. La fuente de información más completa se encuentra en la obra del humanista genovés Bartolomeo Facio, De viris illustribus (1456). Al servicio de Alfonso el Magnánimo, Facio se encargó de la educación del futuro Fernando I de Nápoles y fue designado historiador real. Su interés por la pintura flamenca se pone de manifiesto en De viris illustribus, colección de biografías de varones famosos, en la que únicamente se ocupó de cuatro pintores: dos italianos, Antonio Pisano, llamado Pisanello, y Gentile da Fabriano, y otros dos flamencos: Jan van Eyck y Rogier van der Weyden. Según Facio, que decía haber visto en su Génova natal una pintura de Van der Weyden que representaba a una dama en el baño y dos jóvenes observándola a escondidas, a su paso por Italia habría pintado para Lionello d'Este en Ferrara un tríptico del Descendimiento y quizá las dos escenas de la Pasión sobre lienzo que Facio citaba en la colección del rey de Nápoles, todo ello perdido. Además, según Facio, habría manifestado su admiración por los también perdidos frescos de Gentile da Fabriano en San Juan de Letrán, interesándose por la personalidad de su autor. En realidad, la fama de Van der Weyden en Italia era anterior a su paso por ella, pues ya el 8 de julio de 1449 el propio marqués de Ferrara había mostrado a Ciriaco de Ancona el Tríptico del descendimiento, que había comprado acudiendo a intermediarios de Brujas. Según Ciriaco de Ancona, que lo describió admirativamente, el tríptico estaba formado por la Expulsión del Paraíso y el retrato del donante en los paneles laterales y el Descendimiento en la tabla central, pintado todo con admirable verosimilitud, de modo, decía, que más que pintado por mano de hombre parecía engendrado por la naturaleza, madre de todas las cosas.
De retorno en Bruselas pintó una sacra conversazione, un motivo característicamente italiano y probablemente por encargo de los Médici, pues lleva en la base la flor de lis heráldica del escudo de Florencia, con la Virgen y el Niño con cuatro santos en composición piramidal (Fráncfort, Städelsches Museum), y una Lamentación en la que habría reunido de forma inédita en la pintura nórdica los motivos del Santo entierro y del Varón de dolores (Florencia, Uffizi). Aunque su autografía está actualmente cuestionada, siguiendo a Panofsky se advierte en ella el recuerdo de una composición de igual asunto pintada por Fra Angelico en la tabla central de la predela del retablo de San Marcos (Múnich, Alte Pinakothek). Fuera de ello no se encuentran huellas del paso por Italia en su obra posterior, por lo que no han faltado quienes nieguen el viaje mismo. Es posible, en cambio, que su pintura influyese poderosamente en la escuela de Ferrara (Cosme Tura, Francesco del Cossa y Ercole de' Roberti entre otros) y en la renovación que esa escuela iba a significar al reinterpretar los tópicos clásicos en términos de expresividad frente a los de proporción o armonía.

### El taller
A finales de 1460 o comienzos de 1461, Blanca María Visconti, esposa de Francesco I Sforza y duquesa de Milán, envió a Bruselas a su pintor de cámara, Zanetto Bugatto, para que se perfeccionase como aprendiz de Van der Weyden, con quien permaneció hasta 1463 según se deduce de la carta que el 7 de mayo de este año le escribió la duquesa, agradeciéndole las enseñanzas proporcionadas a su pintor áulico. Se trata del único aprendiz del que se conoce el nombre y una de las escasas referencias documentales al taller de Rogier van der Weyden que, a juzgar por la diversidad de manos que intervienen en el acabado de las obras atribuidas y el elevado número de seguidores y copistas, muchas veces anónimos, debió de ser amplio. Con toda probabilidad, el segundo de los hijos varones, Pieter, heredero del taller, hubo de formarse en él como también probablemente su sobrino Louis le Duc, hijo de su hermana Agnès, que en 1453 se registró como maestro libre en el gremio de Tournai y en 1461 se estableció en Brujas. El posible paso de Hans Memling por el taller de Rogier van der Weyden, que muchos sostienen por razones estilísticas, pero también sobre la base de atribuciones ahora cuestionadas, como las copias libres del Altar Columba últimamente asignadas a un Maestro de la Adoración de los Magos del Prado, no tiene confirmación documental, pero no se debe descartar a la vista de algunas obras seguras de Memling, como el Juicio Final (Gdansk, Muzeum Narodowe) o la Virgen de medio cuerpo con el Niño de los Museos reales de Bellas Artes de Bélgica, que interpretan libremente composiciones perdidas de Van der Weyden.
Van der Weyden podría haber proporcionado los dibujos y estudios previos para el ciclo de la historia de san Huberto destinado a la catedral de Lieja (Londres, National Gallery) y para el Tríptico Sforza, ahora en los museos reales de Bruselas, aunque su ejecución fue confiada enteramente al taller, en el que sin duda hubo de formarse el anónimo autor de los Desposorios de la Virgen de la catedral de Amberes. También relacionados con él estuvieron el Maestro de la Leyenda de Santa Catalina, quizá el más próximo de sus seguidores, hipotéticamente identificado con el hijo del pintor, Pieter, y el Maestro de la Redención del Prado, en el pasado relacionado con Vrancke van der Stockt. Del taller son también algunas versiones simplificadas de obras del maestro, adaptadas a las necesidades o a los gustos del cliente, de lo que puede servir de ejemplo la Piedad con un donante del Museo del Prado, derivada de la tabla central del Tríptico de Miraflores conforme al modelo, quizá autógrafo, de los museos reales de Bruselas, del que existen otras réplicas del taller, como la versión de la National Gallery de Londres, con el donante y los santos Jerónimo y Domingo de Guzmán, o copias tardías, como lo es la del museo de Berlín, que según los estudios dendrocronológicos no pudo ser pintada antes de 1495, copia exacta de la Piedad del Prado.

## Obra

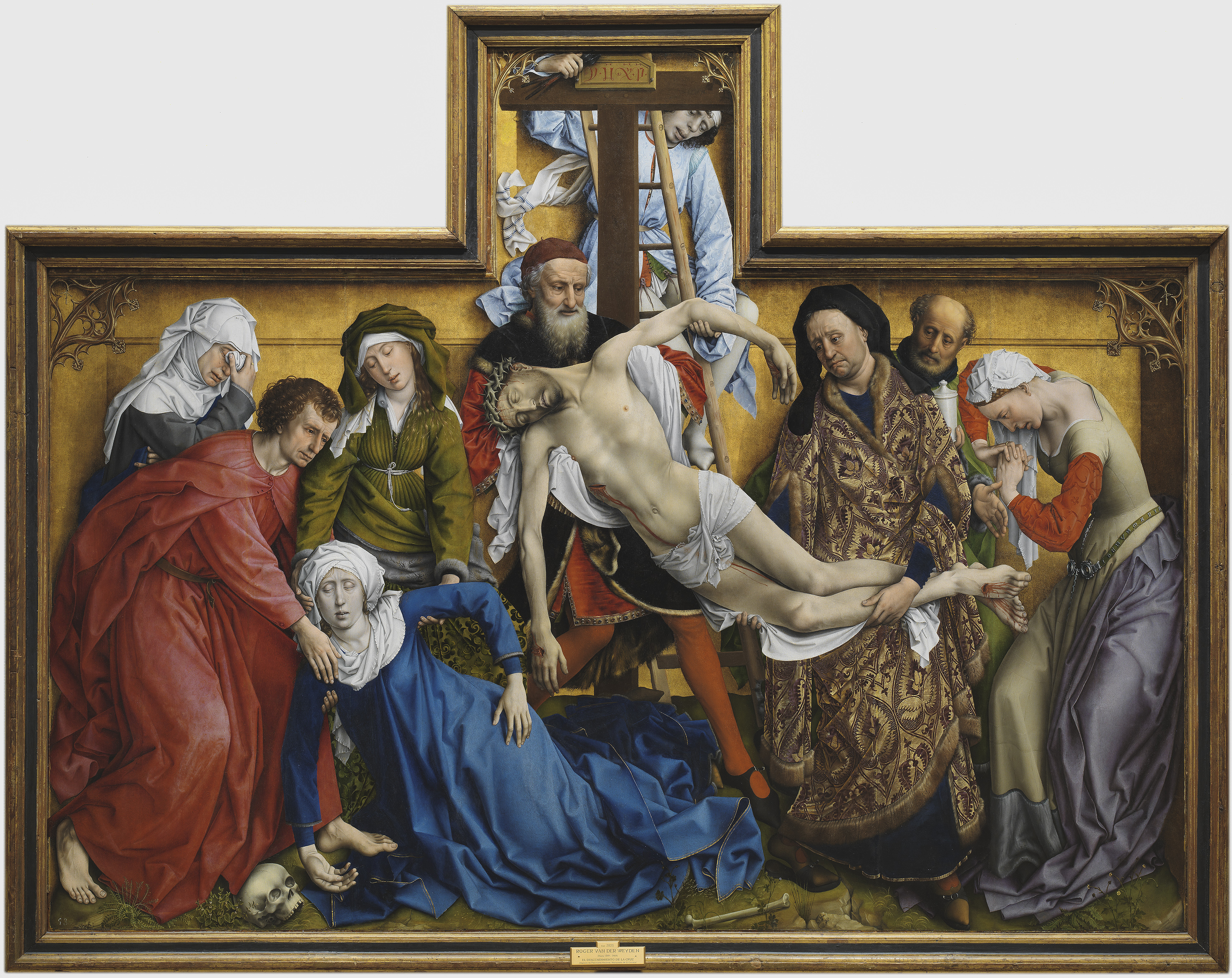
El Descendimiento, óleo sobre tabla, 220 x 262 cm, Madrid, Museo del Prado.

El número de las obras atribuidas a Rogier van der Weyden es relativamente reducido atendiendo al número de años de actividad. Destruidas en 1695 las tablas de las Justicias de Trajano y de Herkenbald pintadas para el ayuntamiento de Bruselas no se conservan obras firmadas o documentadas. A falta de ellas, son únicamente tres las obras sobre las que se dispone de información que se remonta a los siglos XV y XVI y sobre las que existe amplio acuerdo entre historiadores y especialistas para admitir su autenticidad: el Tríptico de Miraflores, ahora en la Gemäldegalerie de Berlín, donado por Juan II de Castilla a la Cartuja de Miraflores en 1445, el Gran Calvario del Monasterio de El Escorial, procedente de la cartuja de Scheut, próxima a Bruselas, y el Descendimiento del Museo del Prado, posiblemente la obra más famosa e influyente de Van der Weyden. Localizada al menos desde 1443 en la capilla del gremio de los ballesteros de Lovaina, la llamada Onze-Lieve-Vrouw-van-Ginderbuiten, dedicada a Nuestra Señora de los Dolores, en 1548 fue adquirida por María de Hungría, hermana del emperador Carlos V, para su castillo de Binche, a cambio de un órgano y una copia de la pintura hecha por Michel Coxcie. Allí la vio un año después su sobrino, el príncipe Felipe, en el curso del felicísimo viaje que hizo por sus tierras de la baja Alemania, Brabante y Flandes, según el testimonio de Vicente Álvarez, uno de los cortesanos que lo acompañaban, quien dos años más tarde escribió que era la mejor pintura del castillo y quizá de todo el mundo. Comprada por Felipe II a su tía en 1555, Karel van Mander cuenta que, al ser trasladada a España, el barco en el que viajaba naufragó, pero que la tabla flotó y pudo ser salvada sin apenas daños. Felipe II instruyó a Navarrete el Mudo para que reparase los daños con la condición de no tocar el rostro de la Virgen «ni en otra ninguna cosa que no sea vestido o campo como se lo señalé hoy». En 1564 se instaló en la capilla del palacio de El Pardo y en 1574 pasó a El Escorial, donde se citaba en el inventario de la primera entrega de obras artísticas como:

Una tabla grande en que está pintado el Descendimiento de la cruz, con nuestra Señora y otras ocho figuras, que tiene dos puertas, pintado en ellas por la parte de dentro los quatro evangelistas con los dichos de cada uno con la Resurrección, de mano de maestre Rogier, que solía ser de la reyna María [...] que tiene de alto la tabla de en medio, por lo que toca a la cruz que en ella está pintada, siete pies y de ancho diez pies escasos.

Las puertas así descritas no eran las originales, posiblemente en blanco, sino las encargadas por Felipe II a Navarrete el Mudo, desaparecidas en fecha incierta. La tabla del Descendimiento con sus puertas se colgó sobre los cajones de la sacristía donde fray José de Sigüenza, sin nombrar a su autor, la describió extensamente en la segunda parte de su Fundación del monasterio de El Escorial por Felipe II, con algún reproche a lo acabado de la manera flamenca y a la falta de decoro que suponía, por exceso de devoción, la representación de María desmayada:

En la sacristía [...] está una historia del Descendimiento de la Cruz, en cuadro grande, con sus puertas, las figuras como del natural; una pieza de mucho primor y devoción, en aquella manera alemana o flamenca, lindas cabezas y rostros, ropas, brocados y otros paños retirados del natural. Están las Marías con mucha demostración de tristeza; la Virgen, según el común sentir o engaño de aquellos tiempos, desmayada y perdido el color, y aún la compostura y decoro, pareciéndoles que si no era de esta manera, y haciendo este agravio a aquel corazón fortísimo, no se podía significar el dolor, tristeza y vivo sentimiento de Madre.

Como si estuviesen situadas en el interior de una caja poco profunda, incapaz de contenerlas, las siluetas de las figuras se recortan nítidas ante lo que aparenta ser una tabla dorada con tracerías góticas en las esquinas superiores. El inusual formato de la tabla, con espina en el centro donde queda cobijada la cruz —cuyo travesaño es exageradamente corto para sujetar al crucificado— podría corresponder a la forma del remate superior de un retablo, en el que las figuras pintadas serían, en realidad, simuladas esculturas policromadas. La nueva técnica de pintura al óleo le permitía atender con precisión a detalles menudos y preciosos, integrados en el conjunto merced a su poderoso sentido de la composición con el que enlazaba las figuras —aunque individualmente concebidas— en un espacio cerrado, rítmicamente relacionadas entre sí por el establecimiento de ciertos paralelismos y correspondencias en las poses y los gestos. Haciendo que sus pinturas pareciesen esculturas superaba el verismo del relieve y sus posibilidades expresivas. De forma semejante, el Calvario de El Escorial se dispone ante un muro cubierto por un dosel de paño de color rojo, con los pliegues de los dobleces de la plancha bien visibles. Las imágenes de la Virgen y de san Juan, vestidas de blanco y proyectando sus sombras sobre el muro, destacan como bultos redondos. No extraña que así lo describieran en el siglo XVII Cassiano del Pozzo, que visitó España acompañando a su señor el cardenal Francesco Barberini, y Lorenzo van der Hamen, hermano del pintor Juan van der Hamen, quien advertía: «parece son de bulto, si no es que se miren muy de cerca».

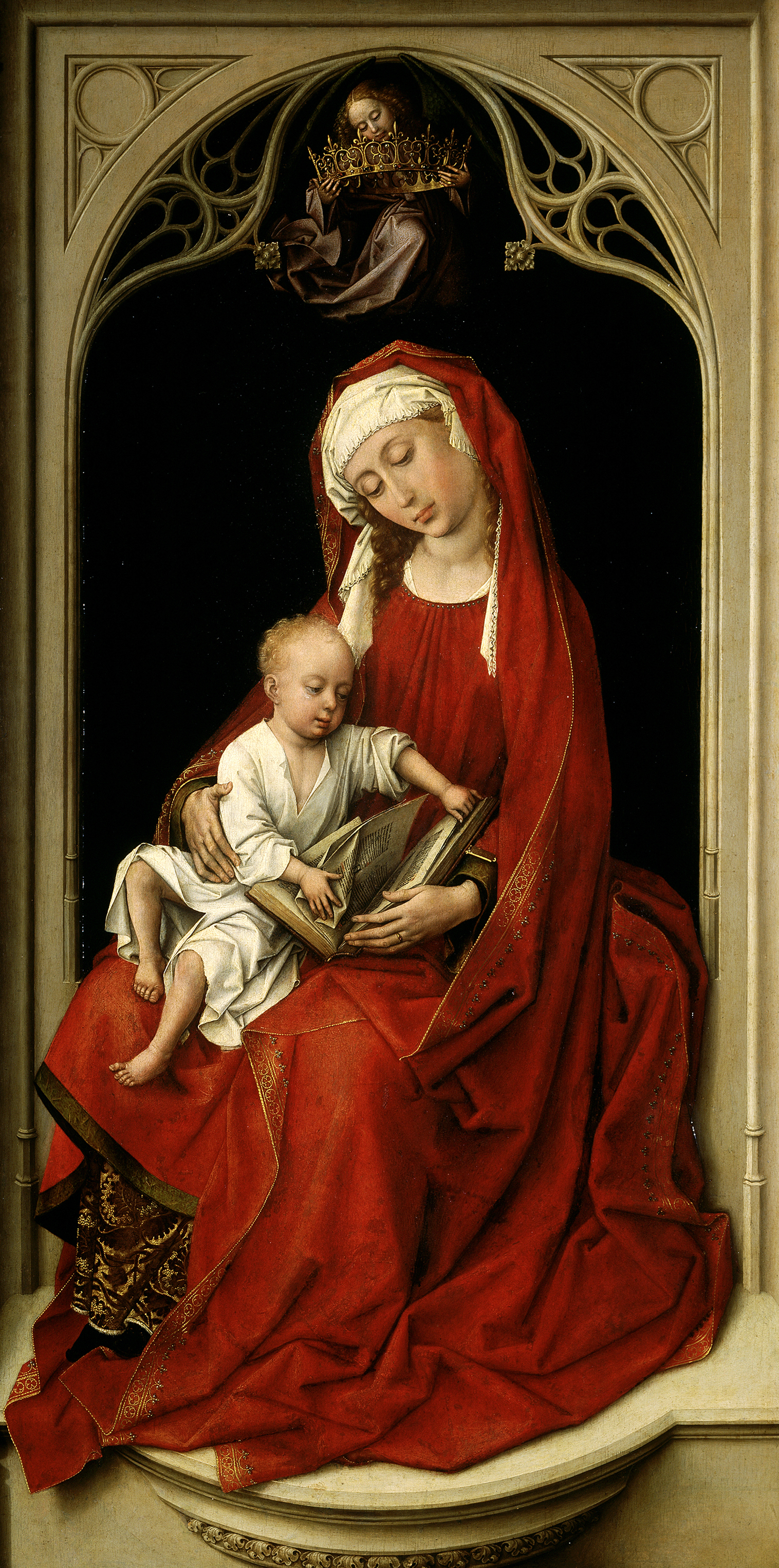
La Virgen con el Niño, llamada la Madonna Durán, óleo sobre tabla de roble, 100 x 52 cm, Madrid, Museo del Prado.

En el Tríptico de Miraflores, las esculturas fingidas, como complemento de la narración, se sitúan sobre las pilastras de las jambas y en las arquivoltas de los arcos que cobijan las escenas evangélicas, situadas en espacios arquitectónicos improbables, a modo de pabellones abiertos por los cuatro costados. La arquitectura se concibe así sometida a las funciones expresivas de las imágenes como, de otro modo, se advierte en el Tríptico de los Siete Sacramentos (Amberes, Koninklijk Museum voor Schone Kunsten) donde la altura de la catedral gótica que sirve de marco a los sacramentos —una versión libre de la Catedral de San Miguel y Santa Gúdula de Bruselas— tiene poca más altura que la cruz de la que pende el Crucificado.
Aunque sobre un fondo negro, que anula la profundidad, el grupo de la Virgen con el Niño de la llamada Madonna Durán se sitúa delante o en el interior de un nicho que parece concebido también para cobijar un grupo escultórico bajo tracerías góticas y sobre una base saliente, redondeada y volada con molduras en su parte inferior. Aunque las primeras noticias son de 1797, cuando se inventarió a nombre de Durero con los bienes del infante Luis de Borbón y Farnesio, la composición era bien conocida en España desde fechas tempranas, como demuestra la citada réplica pintada por Bernardo de Arás para un retablo contratado en 1461 y acabado en 1463, aunque lo que se conociese en la península quizá no fuese la tabla original sino alguna de las múltiples copias y réplicas que a partir de ella se hicieron tanto en España como en Francia principalmente. El ángel con la corona bajo la clave del arco y las tracerías góticas, con las que se forma una especie de arco conopial en el interior del arco de medio punto, se encuentran de forma semejante en el Tríptico de Miraflores, en tanto la cabeza de la Virgen se asemeja a la de la Magdalena leyendo de la National Gallery de Londres, uno de los tres únicos fragmentos que se han conservado de una Virgen con el Niño y seis santos, presumiblemente pintada por las mismas fechas. El tipo de arco conopial o carpanel de vértice redondeado que aparece tanto en la Madonna Durán como en el Tríptico de Miraflores, se ha pensado que pudiera ser un invento de Van der Weyden, empleado en su pintura con anterioridad a su utilización en la arquitectura real, y se encuentra también en las arquitecturas del primitivo políptico tallado en madera de la iglesia de Santa María de la Asunción de Laredo, ahora embutido en el retablo mayor barroco de la misma iglesia, obra indiscutiblemente flamenca cuyas trazas podrían haber salido del taller de Bruselas.
Con las obras ya citadas y completando el corpus de la producción pictórica reconocida por el consenso de la crítica puede relacionarse un muy reducido número de pinturas de indiscutible calidad, en el que quedarían incluidos el Tríptico de la Crucifixión de Viena y el San Lucas dibujando a la Virgen (Boston, Museum of Fine Arts), de hacia 1440, y los más avanzados Políptico del Juicio Final para el hospital de Beaune, fundado por el canciller Nicolas Rolin (Beaune, Hôtel-Dieu), Tríptico de la Epifanía o Tríptico Bladelin (Berlín, Gemäldegalerie), Tríptico Braque (París, Louvre) y Altar Columba (Múnich, Alte Pinakothek).

### Retratos

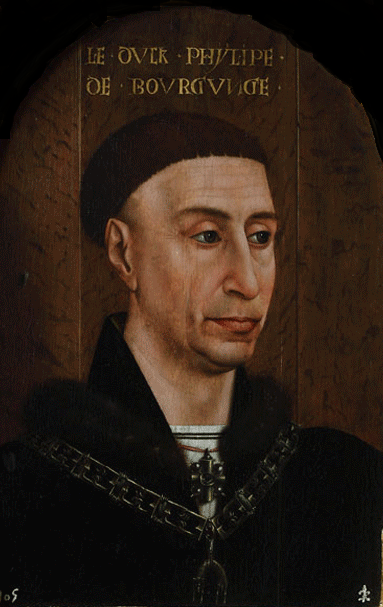
Taller de Rogier van der Weyden: Felipe el Bueno, óleo sobre tabla, 42 x 26 cm de superficie pintada, con su marco original, Madrid, Patrimonio Nacional, Galería de las Colecciones Reales.

Tomando como punto de partida los retratos de los donantes en el políptico de Beaune se han relacionado con Van der Weyden algunos retratos de busto o de medio cuerpo en posición de tres cuartos, género al que podría haberse dedicado principalmente en los años finales de su carrera, destacando los de Antonio de Borgoña (Bruselas, Museos Reales de Bellas Artes de Bélgica), Philippe de Croy (Amberes, Koninklijk Museum voor Schone Kunsten) y el Retrato de una dama (Washington D. C., National Gallery of Art). Se trata, por lo común, de retratos de devoción como el de Laurent Froimont (Bruselas, Museos Reales y Caen) aunque algunos hayan perdido la tabla de la Virgen con el Niño con la que formaron pareja. 
Rogier van der Weyden retrató también a los duques Felipe el Bueno e Isabel de Portugal su tercera esposa, pero ninguno de los retratos originales se ha conservado. Un dibujo del siglo XIX del portugués Domingos António de Sequeira, copia de un retablo perdido que se hallaba en el convento de Santa Maria da Vitória de Batalha (Portugal), muestra a los esposos con el que pudiera ser el heredero, Carlos el Temerario, como donantes, postrados en oración ante el grupo de la Virgen con el Niño. Si el cuadro enviado a Portugal era el original, una copia del retrato de la duquesa debió de quedar en el taller, donde lo copió el anónimo autor del retrato de Isabel de Portugal, duquesa de Borgoña del Paul Getty Museum de Los Ángeles, transformada en Sibila pérsica algunos años después. Además, tres retratos distintos del duque se relacionan con Van der Weyden. El primero, el conocido como Felipe el Bueno con chaperón o caperuza echada hacia atrás, del que se conocen numerosas copias, habría sido pintado hacia 1440 y el propio Van der Weyden lo volvería a utilizar, modificando el tocado de la cabeza, en la miniatura de presentación de las Chroniques de Hainaut, única miniatura que se le atribuye. Algo posterior sería el retrato de Felipe el Bueno con el cabello corto (Berlín, Gemäldegalerie; Amberes, Koninklijk Museum voor Schone Kunsten) del que existe una variante que presenta al retratado sobre un fondo que imita un panel de madera, versión de la que se conocen al menos otros dos ejemplares, uno en el Palacio Real de Madrid (depositado en la Galería de las Colecciones Reales) con un insecto ilusionista —quizá una cochinilla— caminando por la madera, y el segundo en Gotha, palacio Friedenstein, en el que el insecto posado en la madera es una mosca. Menos conocido es el que pudiera haber sido el último retrato del duque, con el cabello largo (Viena, Kunsthistorisches Museum) y junto con su hijo Carlos el Temerario según los muestra un dibujo del Recueil d'Arras (Arrás, Médiathèque), colección de retratos reunida a mediados del siglo XVI presuntamente por Jacques le Boucq.

## Catálogo de obras atribuidas
La relación de obras atribuidas a Rogier van der Weyden se hace según el catálogo razonado de su obra completa anotado por Dirk de Vos, excluidas las obras perdidas y las de atribución problemática.
|  | Título                                                                     | Fecha         | Técnica | Localización                                               | Observaciones |
|  | -------------------------------------------------------------------------- | ------------- | --- | ---------------------------------------------------------- | --- |
|  | La Virgen con el Niño entronizados                                         | ca. 1425-1430 | óleo sobre tabla 14 x 10 cm                                                                                             | Museo Thyssen-Bornemisza, Madrid                           | Obra primeriza, emparentada con el San Jorge y el dragón de Washington D. C., de técnica cercana a la iluminación de manuscritos por sus excepcionalmente reducidas dimensiones. Obra del taller para Lorne Campbell. |
|  | San Jorge y el dragón                                                      | ca. 1425-1430 | óleo sobre tabla 14,3 x 10,5 cm                                                                                         | National Gallery of Art, Washington D. C.                  | La composición pudiera haberse inspirado en un desaparecido San Jorge de Jan van Eyck que Alfonso V de Aragón adquirió en Brujas, del que pudiera encontrarse un reflejo en la tabla homónima de Pedro Nisart del Museo Diocesano de Palma de Mallorca. Erwin Panofsky rechaza tanto la atribución a Van der Weyden como la más común a Robert Campin alegando la evidente desproporción del caballo. |
|  | Crucifixión                                                                | ca. 1425-1430 | óleo sobre tabla 77 x 47 cm                                                                                             | Gemäldegalerie, Berlín                                     | La inscripción que parte de la boca de la Virgen, tomada del tratado De laudibus beatae Virginis del cartujo Oglerius de Locedio, pero aquí atribuido a Bernardo de Claraval, es una muestra del «Planctus Mariae» popularizado en torno al siglo XIV. Aunque habitualmente relacionada con el Maestro de Flemalle o para Erwin Panofsky, al contrario, con algún seguidor de Van der Weyden, para Dirk de Vos se trataría indiscutiblemente de una de las primeras obras maestras de Van der Weyden, junto con la Virgen entronizada y el San Jorge de Washington. |
|  | Díptico con la Virgen y el Niño en un nicho y santa Catalina en un paisaje | ca. 1430-1435 | óleo sobre tabla 18,5 x 12 cm                                                                                           | Kunsthistorisches Museum, Viena                            | Las dos pequeñas tablas formaban un díptico ya en el siglo XVIII aunque se ignora la relación que pueda existir entre los asuntos y su diverso tratamiento. Del taller para Campbell, la incorrecta perspectiva del trono se explicaría, para Panofsky, por tratarse de una obra primeriza, en tanto la santa Catalina, de muy inferior calidad y emparejada en un díptico incongruente, sería obra de un compañero de Van der Weyden en el taller de Campin. |
|  | El Descendimiento                                                          | ca. 1435      | óleo sobre tabla 220 x 262 cm                                                                                           | Museo del Prado, Madrid                                    | Johannes Molanus (1533-1585) indicaba en su Historiae Lovaniensium que la tabla, antes de ser canjeada por un órgano y una copia de Michel Coxcie, se encontraba en el retablo mayor de la capilla de Nuestra Señora de Lovaina, propiedad de los ballesteros y asignaba su autoría a «Rogerius II Magister Rogerius, civis et pictor lovanensis», por lo que en el siglo XIX fue atribuida por algunos historiadores a un supuesto «Rogier el Joven», quien habría estado activo a finales del siglo XV y principios del XVI en el entorno de Quentin Metsys. |
|  | La Virgen con el Niño                                                      | ca. 1432-1435 | óleo sobre tabla 100 x 52 cm                                                                                            | Museo del Prado, Madrid                                    | Composición bien conocida en Castilla ya en el siglo XV, como demuestran las numerosas copias y réplicas existentes. Llamada también Madonna en rojo o Madonna Durán por el nombre de su antiguo propietario. Ingresó en el museo en 1931. |
|  | Retrato de dama                                                            | ca. 1432-1435 | óleo sobre tabla 47 x 32 cm1                                                                                            | Gemäldegalerie de Berlín                                   | En la mirada dirigida al espectador, rasgo excepcional en la producción de Van der Weyden, se ha visto una influencia de Jan Van Eyck. Alguna vez se ha tenido por retrato de Ysabiel Goffaert, esposa del pintor, aunque una copia antigua lleva una inscripción que identifica a la dama retratada con Filiberta de Saboya, duquesa de Nemours, nacida en 1498. |
|  | Tríptico de la Anunciación                                                 | ca. 1430-1435 | óleo sobre tabla 86 x 92 cm (tabla central)                                                                             | Musée du Louvre, París                                     | Desmembrado, las tablas laterales (Clérigo en oración y La Visitación, 89 x 36,5 cm cada puerta) se conservan en la Galleria Sabauda de Turín. Creación del taller para Campbell y otros. Para Panofsky, la tabla central, con elementos espaciales que recuerdan el retrato del Matrimonio Arnolfini de Jan van Eyck, junto con el San Lucas dibujando a la Virgen, por su fuerte carácter eyckiano podrían haber sido pintados en Brujas y hacia 1434-1435, al comienzo de su carrera. |
|  | San Lucas dibujando a la Virgen                                            | ca. 1435-1440 | óleo sobre tabla 137,5 x 110,8 cm                                                                                       | Museum of Fine Arts de Boston                              | Tabla también conocida como la Madonna di Lucca, de la que se conocen al menos tres réplicas de taller. En la composición general y en el fondo de paisaje se advierten con facilidad las deudas contraídas con la Virgen del canciller Rolin de Jan van Eyck. Una copia antigua de la cabeza del evangelista guarda el Monasterio de las Descalzas Reales de Madrid, en el llamado Salón de pintura flamenca. |
|  | Visitación                                                                 | ca. 1435-1440 | óleo y temple sobre tabla 58 x 36 cm                                                                                    | Museum der bildenden Künste, Leipzig                       | Composición próxima a la Visitación de Turín, estuvo atribuida a Hans Memling en el siglo XIX, cuando se hallaba en posesión de Maximilian Speck von Sternburg. Una réplica algo simplificada se conserva en el Museo de Bellas Artes de Sevilla, donde se atribuye a Marcellus Coffermans. |
|  | Tríptico de la Crucifixión («Tríptico Abbeg»)                              | ca. 1438-1440 | óleo sobre tabla 103 x 138 cm (tabla central)                                                                           | Abegg-Stiftung, Riggisberg                                 | El escudo de la vidriera en la tabla del donante se ha identificado como perteneciente a la familia de banqueros piamonteses De Villa, con negocios en el ducado de Borgoña, quienes lo habrían encargado para la iglesia de San Jorge de Chieri, a la que dotaron de pinturas y retablos. Atribución recusada por Panofsky y otros. |
|  | Tríptico de los Siete Sacramentos                                          | ca. 1440-1445 | óleo sobre tabla 200 x 97 cm (panel central); 119 x 63 cm (paneles laterales)                                           | Koninklijk Museum voor Schone Kunsten, Amberes             | Los escudos de las enjutas han sido identificados con los de la diócesis de Tournai y de su obispo, Jean Chevrot. Algunas cabezas se pintaron sobre planchas de estaño recortadas y pegadas sobre la preparación. Excepto estas cabezas, el estado de conservación general es bueno. Hasta mediados del siglo XIX el falso tríptico estuvo atribuido a Durero. |
|  | Tríptico de la Virgen. «Tríptico de Miraflores»                            | ca. 1442-1445 | óleo sobre tabla 74 x 45 cm (cada panel)                                                                                | Gemäldegalerie, Berlín                                     | Donado por Juan II de Castilla a la Cartuja de Miraflores en 1445. Una copia desmembrada, de la que se conservan dos tablas en la Capilla Real de Granada y la tercera en el Metropolitan Museum of Art, ahora atribuida a Juan de Flandes, estuvo considerada como la composición original por Max J. Friedländer y Erwin Panofsky, entre otros, que advertían en el ejemplar de Berlín cierta dureza de dibujo y estridencia de color. Sin embargo, los estudios reflectográficos del dibujo subyacente y la dendrocronología —que retrasa la pintura de las tablas de Granada y Nueva York a una fecha en torno a 1500- han devuelto la primacía al ejemplar de Berlín. |
|  | Tríptico de la Crucifixión                                                 | ca. 1443-1445 | óleo sobre tabla 96 x 69 cm (panel central) 101 x 35 cm (paneles laterales)                                             | Kunsthistorisches Museum, Viena                            | Las tres tablas comparten el mismo paisaje de fondo al que, quizá por primera vez en la historia del arte, se integran en la tabla central las figuras de los donantes asistiendo en el mismo plano de realidad en que lo hacen los santos al drama sagrado: el Planctus Mariae o llanto de María. Una réplica de la tabla central, en la que los donantes han sido sustituidos por tres santas, se conserva en el Museo del Prado con atribución a un Maestro de la Leyenda de Santa Catalina. La imagen del Crucificado, por otra parte, se encuentra repetida en el Tríptico Sforza y en el llamado Tríptico de Jean Crabbe, obras del taller relacionadas alguna vez con Hans Memling. La autografía, comúnmente admitida, se ha puesto en duda solo a raíz de los estudios técnicos hechos en torno a 1990, al desvelarse un dibujo subyacente ajeno al modo de hacer de Van der Weyden. |
|  | María Magdalena leyendo                                                    | ca. 1445      | óleo sobre tabla 62 x 54 cm                                                                                             | National Gallery, Londres                                  | Fragmento de una obra mayor perdida, presumiblemente una Sacra Conversazione, a la que también habrían pertenecido los bustos de san José y de santa Catalina de Alejandría de Lisboa. |
|  | Santa Catalina de Alejandría (?)/San José                                  | ca. 1445      | óleo sobre tabla 21,7 x 18,5 cm (Santa Catalina) / 21 x 18,3 cm (San José)                                              | Museo Calouste Gulbenkian, Lisboa                          | Fragmentos de una obra perdida a la que también habría pertenecido la Magdalena leyendo de Londres. |
|  | Tríptico de la Epifanía («Tríptico Bladelin»)                              | ca. 1445-1448 | óleo sobre tabla 94 x 92 cm (panel central) 94 x 42 cm (paneles laterales)                                              | Gemäldegalerie, Berlín                                     | La identificación del castillo de la tabla central con el castillo de Middelburg, conocido gracias a un dibujo de Sanderus, llevó a reconocer en el donante a Pieter Bladelin, natural en Brujas, tesorero general de la Orden del Toisón de Oro al servicio de Felipe el Bueno y fundador de un señorío en la pequeña villa flamenca, en la que se ha localizado una copia del tríptico hecha en el siglo XVII con las tres escenas reunidas en el mismo lienzo. El motivo central del Nacimiento de Cristo se completa en las puertas laterales con el doble anuncio del Adviento: el de la sibila Tiburtina mostrando al emperador Augusto la aparición de la Virgen con el Niño y el de la visión de los tres Reyes Magos, conforme a la Leyenda dorada de Santiago de la Vorágine. |
|  | Jean Wauquelin presenta sus "Croniques de Hainaut" a Felipe el Bueno       | ca. 1445-1448 | Miniatura en colores opacos, oro, tinta y pluma sobre pergamino 15,4 x 20 cm (miniatura) 42,3 x 28,8 cm (hoja completa) | Biblioteca Real de Bélgica, Bruselas                       | Iluminación de las Croniques de Hainaut de Jean Wauquelin, traducción al francés, encargada por Felipe el Bueno, de la obra latina del franciscano Jacques de Guise. El carácter autógrafo de la miniatura ha sido cuestionado, entre otros, por Erwin Panofsky, para quien podría haber sido concebida por Van der Weyden, pero no ejecutada de su mano. |
|  | Políptico del Juicio Final                                                 | ca. 1445-1450 | Óleo sobre tabla 210 x 548 cm (abierto)                                                                                 | Musée de l'Hôtel-Dieu, Beaune                              | Llamado también Altar de Beaune, lo forman quince paneles diferentes, algunos pasados a lienzo. La atribución a Van der Weyden es del siglo XIX, habiendo estado atribuido con anterioridad a Jan van Eyck. La propia complejidad de la obra y quizá la premura de la ejecución hace que se adviertan diferencias en ella, apreciándose una amplia intervención del taller en algunas zonas, especialmente en las figuras de los salvados y en los postigos externos, con las llamadas grisallas y los retratos de los donantes, singularmente mal dibujados. |
|  | Políptico del Juicio Final (cerrado)                                       | ca. 1445-1450 | Óleo sobre tabla | Musée de l'Hôtel-Dieu, Beaune                              | Puertas exteriores del Políptico del Juicio Final: la Anunciación y santos Sebastián y Antonio Abad con los retratos de los donantes, el canciller Rolin, fundador de la institución benéfica, y su esposa, Guigone de Salins, probablemente ejecutados por el taller. |
|  | Santas Margarita y Apolonia                                                | ca. 1445-1455 | Óleo sobre tabla 51,5 x 27,5 cm                                                                                         | Gemäldegalerie, Berlín                                     | Tabla lateral y único resto de un «retablo de Nuestra Señora en la tabla central y los dos san Juanes en una tabla lateral y santa Apolonia y santa Margarita en la otra» que fue propiedad de Mencía de Mendoza, condesa de Nassau. Obra del taller de Rogier van der Weyden para Lorne Campbell. |
|  | Tríptico de Jean Braque                                                    | ca. 1452-1453 | Óleo sobre tabla 41 x 137 cm                                                                                            | Musée du Louvre, París                                     | Cinco medias figuras, tratadas como retratos sagrados y enlazadas por un paisaje común a las tres tablas representan a Cristo entre su Madre y Juan el Evangelista en la tabla central, con el Bautista y la Magdalena en las laterales. El pequeño tríptico fue encargado probablemente por Catalina de Brabante en recuerdo de su esposo, Jean Braque de Tournai, muerto en 1452, según puede deducirse del memento mori pintado en los reversos de los paneles laterales, con los escudos de los Braque y de Brabante. A su muerte, en 1497, Catalina legó el tríptico a su nieto Jehan Villain, aunque al describir la obra en su testamento no mencionaba al autor, que la crítica posterior ha considerado de forma casi unánime obra indudable de Van der Weyden. |
|  | Retrato de hombre                                                          | ca. 1450-1455 | Óleo sobre tabla 32 x 22,8 cm                                                                                           | Museo Thyssen-Bornemisza, Madrid                           | Si bien el retrato fue descartado como original de Van der Weyden en un estudio técnico realizado por Colin Eisler en Bruselas en 1979, Dirk de Vos se ha reafirmado en su autografía al advertir que su radiografía se corresponde con las obtenidas de otros retratos asignados inequívocamente al pintor, como puede ser el Retrato de una dama de Washington. |
|  | Tríptico de la Adoración de los Reyes Magos                                | ca. 1450-1456 | Óleo sobre tabla 139,5 x 153 cm (panel central) 139,5 x 73 cm (tablas laterales)                                        | Alte Pinakothek, Múnich                                    | También conocido como Altar Columba por su procedencia de la iglesia de Santa Columba de Colonia, donde se menciona por primera vez en un inventario de 1801. Inicialmente considerado obra de Jan van Eyck, fue Passavant quien en 1841 atribuyó el tríptico a Van der Weyden. Como en el políptico del Juicio Final se advierte participación del taller, tanto en el dibujo preparatorio como en la ejecución última. Para algunos críticos y a la vista de la elegancia de la composición, entre esos colaboradores del maestro podría haber estado Hans Memling, quien en todo caso habría podido conocer el tríptico en el taller de Van der Weyden, tomándolo como modelo para su propio Tríptico de la Adoración de los Magos del Museo del Prado. |
|  | Tríptico de la vida de Juan el Bautista                                    | ca. 1453-1455 | Óleo sobre tabla 77 x 48 cm (cada panel)                                                                                | Gemäldegalerie, Berlín                                     | Obra del taller para Lorne Campbell. En 1774 se encontraba en la cartuja de Santa María de las Cuevas de Sevilla, indicándose en su descripción que había sido donado por el emperador Carlos V, pero es posible que se encontrase en España anteriormente. Isabel la Católica poseía una copia de menor tamaño y Juan de Flandes, su pintor de cámara, se inspiró en su tabla central para su propia versión del Bautismo de Cristo, tabla central del retablo que pintó para la cartuja de Miraflores (Colección Abelló). |
|  | Calvario «La Crucifixión de Scheut»                                        | ca. 1454-1455 | Óleo sobre tabla 343 x 193 cm                                                                                           | Monasterio de El Escorial, San Lorenzo de El Escorial      | Procedente de la cartuja de Scheut, estuvo instalado en la capilla del palacio de Valsaín, de donde pasó en 1574 al Monasterio de El Escorial, quedando en Valsaín una copia hecha por Navarrete el Mudo. |
|  | Piedad                                                                     | ca. 1450-1464 | Óleo sobre tabla 32,5 x 47,2 cm                                                                                         | Museos Reales de Bellas Artes de Bélgica, Bruselas         | El grupo principal de la Virgen con el cuerpo yacente de Cristo reproduce invertido el mismo grupo de la tabla central del tríptico de Miraflores. Obra del taller de la que se conocen otras versiones y réplicas, entre ellas la del Museo del Prado, quizá la de mayor calidad, con un donante en lugar de la Magdalena y un añadido en la parte superior, rematada en forma de medio punto. |
|  | Díptico de Jean Gros                                                       | ca. 1455-1460 | Óleo sobre tabla 38 x 27 cm (cada tabla)                                                                                | Musée des Beaux Arts, Tournai / The Art Institute, Chicago | Tabla izquierda: la Virgen con el Niño (Tournai), gravemente dañada y repintada; derecha: retrato de Jean Gros (Chicago), identificado por el blasón que aparece en el reverso junto con el emblema —una polea con la leyenda «Graces A Dieu» y las iniciales JG— repetido en el reverso de la tabla de la Virgen con el Niño. Del taller para Panofsky que estima solo posible la parcial intervención del maestro en el retrato de Jean Gros. |
|  | Francesco d'Este                                                           | ca. 1455-1460 | Óleo sobre tabla 30 x 20 cm                                                                                             | Metropolitan Museum of Art, Nueva York                     | Reverso: escudo de Leonelo de Este, marqués de Ferrara (1407-1450) con una inscripción de difícil lectura que parece decir «vostre tout / francisque». Se ha interpretado por ello que el personaje retratado pudiera ser Francesco de Este, hijo ilegítimo de Leonelo, que fue enviado en 1444, a la edad de 14 o 15 años, a la corte de Felipe el Bueno, donde se educó con Carlos el Temerario. |
|  | Philippe de Croÿ                                                           | ca. 1460      | Óleo sobre tabla 49 x 30 cm                                                                                             | Koninklijk Museum voor Schone Kunsten, Amberes             | Retrato de devoción, como evidencian las manos unidas en oración y el rosario de cuentas de vidrio o cristal que sostiene entre ellas, hubo de ser en su origen puerta derecha de un díptico del que la hoja izquierda, probablemente una Virgen con el Niño, se ha perdido. |
|  | Carlos el Temerario                                                        | ca. 1461-1462 | Óleo sobre tabla 51 x 34 cm                                                                                             | Gemäldegalerie, Berlín                                     | |
|  | Antoon van Bourgondië                                                      | ca. 1461-1462 | Óleo sobre tabla 38 x 28 cm                                                                                             | Museos Reales de Bellas Artes de Bélgica, Bruselas         | El retratado, Antoon van Bourgondië o Antonio de Borgoña, hijo ilegítimo de Felipe el Bueno, nació en 1421 y falleció en 1504. Recibió el collar de la Orden del Toisón de Oro con el que aparece retratado en 1456, en La Haya, y la flecha podría aludir a su nombramiento como rey de los arqueros del gremio de San Sebastián de Brujas en 1463. |
|  | La Virgen y el Niño                                                        | ca. 1461-1462 | Óleo sobre tabla 31,9 x 22,8 cm                                                                                         | Museum of Fine Arts, Houston                               | En mal estado de conservación y fuertemente alterada la superficie pictórica por limpiezas abusivas. |
|  | La Virgen y el Niño con cuatro santos                                      | ca. 1460-1464 | Óleo sobre tabla 51 x 38 cm                                                                                             | Städelsches Museum, Fránkfurt                              | También conocida como Madonna Medici, familia a la que aluden la flor de lis, los santos médicos Cosme y Damián, y los santos Pedro y Juan, en tanto patronos de Piero y Giovanni de Medici, hijos de Cosme. |
|  | La Virgen con el Niño                                                      | ca. 1460-1464 | Óleo sobre tabla pasado a lienzo 49 x 31 cm                                                                             | Biblioteca Huntington, San Marino (California)             | Por la orientación, esta pequeña tabla de la Virgen con el Niño —cuya cabeza guarda recuerdos con la del Niño de la Madonna Durán— ocuparía el ala izquierda de un tríptico que, para Hulin de Loo, se completaría con el retrato de Philippe de Croÿ, de medidas aproximadas. |
|  | La Virgen con el Niño                                                      | ca. 1463-1464 | Óleo sobre tabla 51,5 x 33,5 cm                                                                                         | Musée des Beaux-Arts de Caen, Caen                         | Tabla izquierda del Díptico de Laurent Froimont. |
|  | Díptico de Laurent Froimont                                                | ca. 1463-1464 | Óleo sobre tabla 49,3 x 31,5 cm                                                                                         | Museos Reales de Bellas Artes de Bélgica, Bruselas         | Anverso y reverso del panel derecho del llamado Díptico de Laurent Froimont. Del taller para Lorne Campbell, para quien podría tratarse de una obra del mismo seguidor que se encargó de la ejecución del retrato de la duquesa Isabel de Portugal conservado en el Paul Getty Museum de Los Ángeles, considerablemente menos dotado para el dibujo que el maestro. |
|  | Retrato de una dama.                                                       | ca. 1463-1464 | Óleo sobre tabla 34 x 25,5 cm                                                                                           | National Gallery of Art, Washington D. C.                  | Sin noticias anteriores al siglo XIX, cuando se hallaba probablemente en posesión del príncipe Leopoldo Federico III de Anhalt, fallecido en 1817. |
|  | Lamentación sobre Cristo muerto y Santo entierro                           | ca. 1463-1464 | Óleo sobre tabla 110 x 96 cm                                                                                            | Galleria degli Uffizi, Florencia                           | La lamentación sobre el cuerpo de Cristo muerto combinada con el motivo del Santo Entierro es tema inusual en la pintura flamenca, que Van der Weyden podría haber tomado de una pequeña Lamentación de Fra Angelico ahora en la Alte Pinakothek de Múnich, aunque estilísticamente son obras muy diferentes. La tabla aparece mencionada al menos desde 1492 en la capilla del Palacio Careggi, pero los inventarios en que se menciona no recogen el nombre del autor y podría tratarse de la misma tavola Careggi citada por Giorgio Vasari con atribución a Hans Memling. Del taller para Lorne Campbell que identifica a tres colaboradores principales, de los que uno sería el que llama Maestro de la Lamentación de los Uffizi, autor también del Calvario de Filadelfia. |
|  | Díptico del Calvario                                                       | ca. 1463-1464 | Óleo sobre tabla 180,4 x 90,2 cm (cada panel)                                                                           | Philadelphia Museum of Art, Filadelfia                     | Obra del taller de Rogier van der Weyden para Lorne Campbell, que asigna las tablas al que llama Maestro de la Lamentación de los Uffizi; caras exteriores de un retablo esculpido conservadas en España hasta 1867 —colecciones de José Madrazo y del marqués de Salamanca—, cuyos anversos, separados en el siglo XIX aserrando el panel, fueron una Anunciación, conservada en el Musée des Beaux-Arts de Dijon, y una Aparición de Cristo resucitado a la Virgen, propiedad de la National Gallery de Washington, procedentes también de la colección de José Madrazo y atribuidas alguna vez a Vrancke van der Stockt —el Maestro de la Redención del Prado— o a algún seguidor de Van der Weyden. |